# Aštabi
Aštabi (in Ugarit: aṯtb) war ein hurritischer Gott, der aber keine herausragende Rolle einnahm. Er wird in kaluti-Opferlisten genannt und ist auch im hethitischen Felsheiligtum Yazılıkaya abgebildet.
Aštabi war ursprünglich ein syrischer Gott, der bereits im 24. Jahrhundert v. Chr. in Ebla unter dem Namen Ašdabil (dáš-da-bíl)  genannt wird. Die nach Syrien einwandernden Hurriter übernahmen diesen Gott. Mit der Hurritisierung des hethitischen Reichspantheons kam der Gott auch zu den Hethitern.
Aštabi wird im Ullikummi-Mythos genannt. Die Götter beauftragten ihn, gegen den ständig in die Höhe wachsenden Steindämon Ullikummi zu kämpfen und statteten ihn mit einem Streitwagen aus. Unter Donnerschlägen fuhr er ans Meer. Allerdings blieb er im Kampf erfolglos und stürzte mit 70 Göttern ins Meer. Da der Mythos an dieser Stelle nur bruchstückhaft erhalten ist, sind die weiteren Umstände unbekannt, doch verweist das Auftreten der 70 Götter in der Handlung auf einen syrischen Hintergrund.
In den Opferlisten wird Aštabi zwischen dem Sonnengott Šimige und Nubadig genannt. Zudem scheint er mit der Göttin Šuwala enger verbunden zu sein. Seine Gleichsetzung mit dem mesopotamischen Ninurta zeigt, dass er ein chthonischer Gott mit kämpferischen Zügen war.